# Jutta Keeß

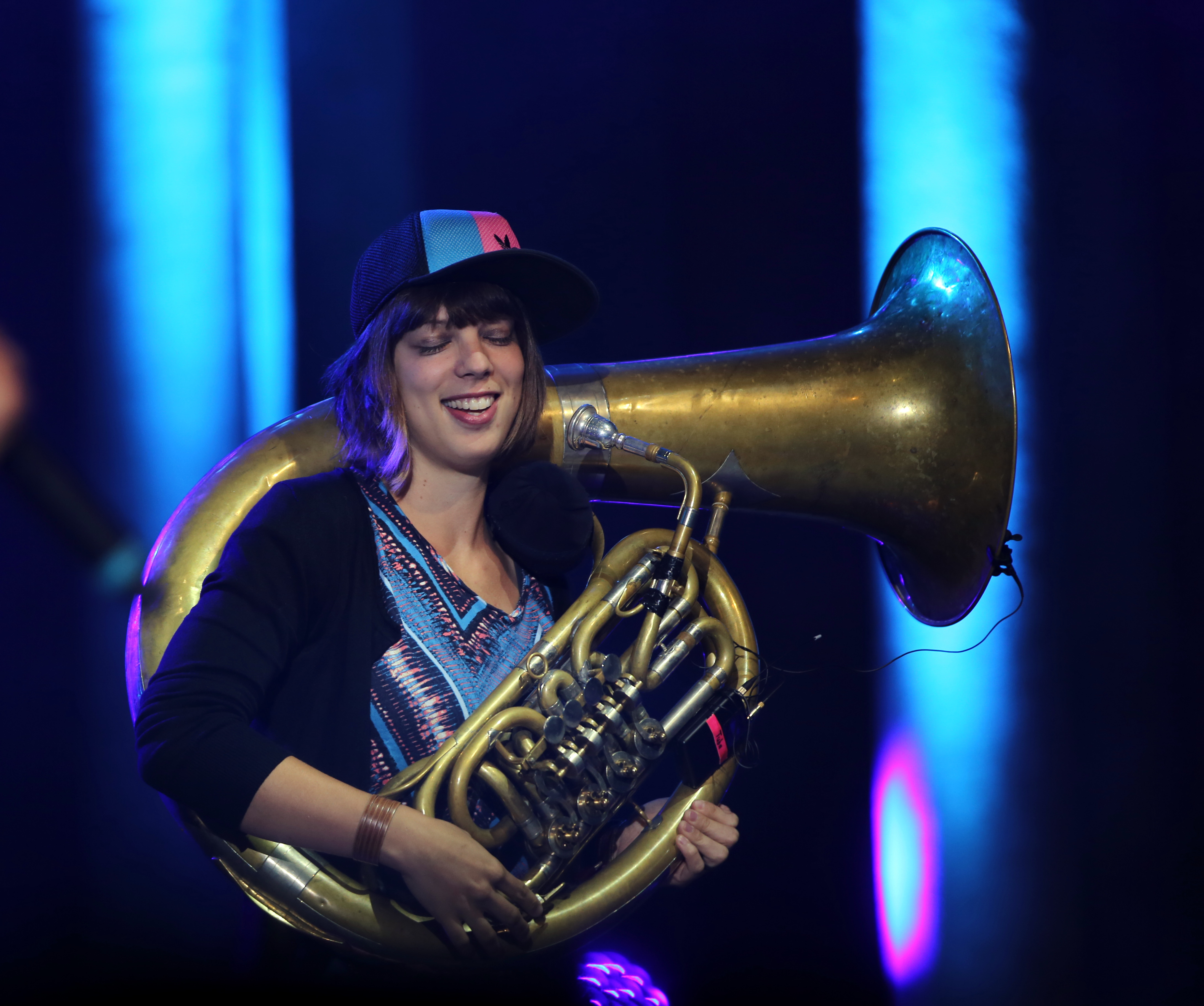
Jutta Keeß als "Goldie Horn" (2016 mit Dicht & Ergreifend)

Jutta Keeß (* 1987 in Memmingen) ist eine deutsche Musikerin (Tuba, Horn und Klavier).

## Leben und Wirken
Keeß besuchte als Kind die Memminger Sing- und Musikschule, lernte zunächst Klavier und spielte in der Stadtkapelle Memmingen Tuba. Sie studierte zunächst Schulmusik und absolvierte dann den Bachelor- und den Masterstudiengang Tuba an der Hochschule für Musik und Theater München. Sie studierte Tuba bei Josef Steinböck, ihr Masterkonzert spielte sie am 25. November 2016 im Carl-Orff-Auditorium der Hochschule für Musik und Theater zusammen mit Florian Mayrhofer.
Keeß ist Mitglied im Munich Composer Collective und in der Jazzrausch Bigband, mit der sie auch international auf Tour war und mehrere Alben eingespielt hat. Mit der Hiphop-Mundart-Band „Dicht & Ergreifend“ hat sie drei Alben als „Goldie Horn“ vorgelegt. Zudem spielt sie in der Avantgarde-Pop-Band SiEA um Antonia Dering und ist als Theatermusikerin in Ingolstadt und zudem als Aushilfe bei den Münchner Symphonikern tätig. Sie ist auch auf dem Album In Her Garden von Colour Haze, auf Fivas Album Keine Angst vor Legenden sowie mit Werner Meiers Programm Wann kriagstn scho amoi an Radiergummi gschenkt und auf Nicht ohne meine Bigband mit Chris Boettcher zu hören.

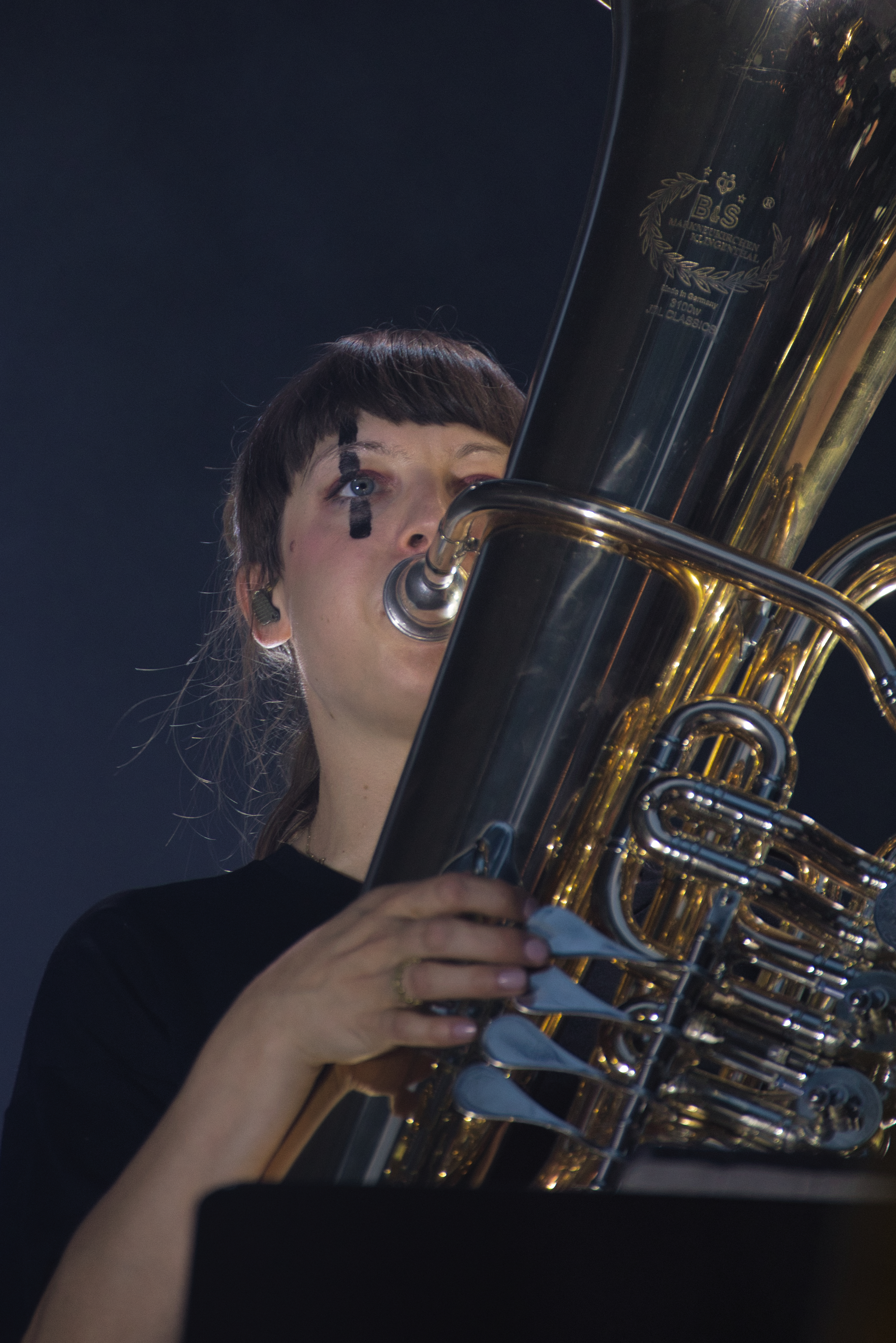
Jutta Keeß (mit der Jazzrausch Bigband auf dem Rudolstadt-Festival 2023)